# Démographie de l'Île-du-Prince-Édouard
Pour un article plus général, voir Île-du-Prince-Édouard.

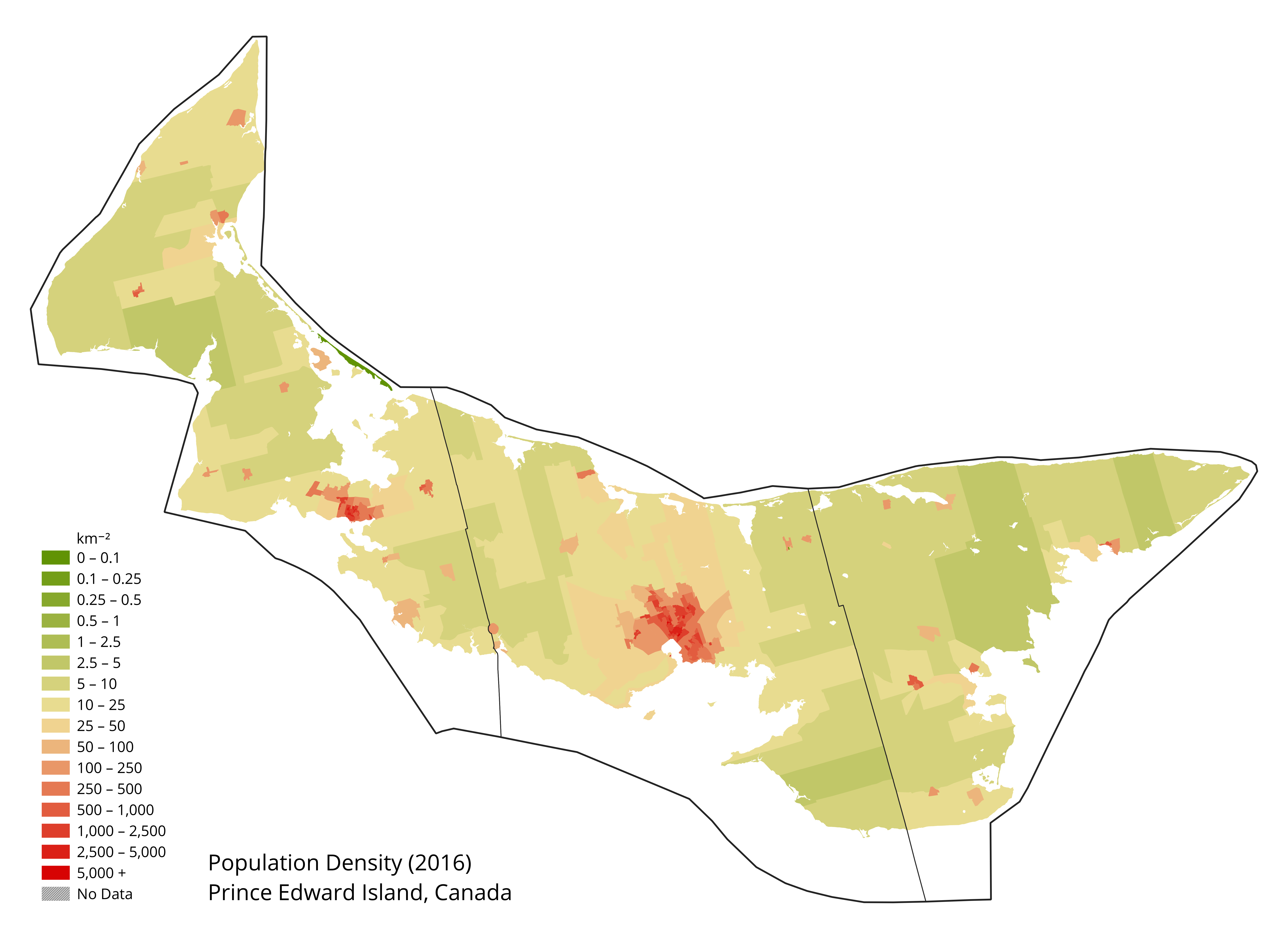
Densité de population de l'île-du-Prince-Édouard en 2016.

La démographie de l'Île-du-Prince-Édouard, une province insulaire de l'est du Canada, se caractérise par une population largement anglophone et homogène sur le plan linguistique et ethnique. Selon le recensement canadien de 2011, 39,2 % de la population de l'Île-du-Prince-Édouard est d'ascendance écossaise, 31,1 % anglaise, 30,4 % irlandaise, 21,1 % française, 5,2 % allemande et 3,1 % néerlandaise. Les Chinois forment la minorité visible la plus répandue de la province représentant 1,3 % de la population. 

## Population
| Année | Population | Différence % annuelle | Différence % en cinq ans | Différence % en dix ans | Rang de la province |
| ----- | ---------- | --------------------- | ------------------------ | ----------------------- | ------------------- |
| 1851  | 62 678     | n/a                   | n/a                      | n/a                     | 5                   |
| 1861  | 80 857     | 2,6                   | n/a                      | 29,0                    | 5                   |
| 1871  | 94 021     | 1,5                   | n/a                      | 16,3                    | 5                   |
| 1881  | 108 891    | 1,5                   | n/a                      | 15,8                    | 5                   |
| 1891  | 109 078    | 0,017                 | n/a                      | 0,2                     | 6                   |
| 1901  | 103 259    | −0,55                 | n/a                      | -5,3                    | 7                   |
| 1911  | 93 728     | −0,96                 | n/a                      | -9,2                    | 9                   |
| 1921  | 88 615     | −0,56                 | n/a                      | -5,4                    | 9                   |
| 1931  | 88 038     | −0,065                | n/a                      | -0,7                    | 9                   |
| 1941  | 95 047     | 0,77                  | n/a                      | 8,0                     | 9                   |
| 1951  | 98 429     | 0,35                  | n/a                      | 3,6                     | 10                  |
| 1956  | 99 285     | 0,17                  | 0,9                      | n/a                     | 10                  |
| 1961  | 104 629    | 1,1                   | 5,4                      | 6,3                     | 10                  |
| 1966  | 108 535    | 0,74                  | 3,7                      | 9,3                     | 10                  |
| 1971  | 111 635    | 0,56                  | 2,9                      | 6,7                     | 10                  |
| 1976  | 118 225    | 1,2                   | 5,9                      | 8,9                     | 10                  |
| 1981  | 122 506    | 0,7                   | 3,6                      | 9,7                     | 10                  |
| 1986  | 126 640    | 0,67                  | 3,4                      | 7,1                     | 10                  |
| 1991  | 129 765    | 0,49                  | 2,5                      | 5,9                     | 10                  |
| 1996  | 134 557    | 0,73                  | 3,7                      | 6,3                     | 10                  |
| 2001  | 135 294    | 0,11                  | 0,5                      | 4,2                     | 10                  |
| 2006  | 138 581    | 0,47                  | 2,41                     | 2,9                     | 10                  |
| 2011  | 140 204    | 0,25                  | 1,2                      | 3,6                     | 10                  |
| 2016  | 142 907    | n/a                   | 1,9                      | 3,1                     | 10                  |
| 2021  | 154 331    | n/a                   | n/a                      | n/a                     | n/a                 |

## Origines ethniques

### Minorités visibles
| Catégorie                              | En 2016    | En 2016    |
| Catégorie                              | Population | Proportion |
| -------------------------------------- | ---------- | ---------- |
| Pas une minorité visible ni autochtone | 132 790    | 88,2 %     |
| Minorité visible                       | 14 310     | 9,5 %      |
| Sud-Asiatique                          | 3 735      | 2,5 %      |
| Chinoise                               | 3 335      | 2,2 %      |
| Noire                                  | 1 815      | 1,2 %      |
| Philippine                             | 1 760      | 1,2 %      |
| Arabe                                  | 1 125      | 0,7 %      |
| Asiatique du Sud-Est                   | 1 040      | 0,7 %      |
| Latino-Américaine                      | 585        | 0,4 %      |
| Asiatique occidentale                  | 295        | 0,2 %      |
| Japonaise                              | 190        | 0,1 %      |
| Coréenne                               | 120        | 0,1 %      |
| Minorité visible, n.i.a.               | 125        | 0,1 %      |
| Minorités visibles multiples           | 170        | 0,1 %      |
| Population autochtone                  | 3 385      | 2,2 %      |
| Premières Nations                      | 2 165      | 1,4 %      |
| Métis                                  | 845        | 0,6 %      |
| Inuit                                  | 180        | 0,1 %      |
| Réponses autochtones, n.i.a.           | 165        | 0,1 %      |
| Réponses autochtones multiples         | 30         | 0,0 %      |
| Total                                  | 150 485    | 100,0 %    |

## Langues
Lors du recensement canadien de 2016, la proportion de la population capable d'entretenir une conversation en anglais seulement est de 86,38 %, en français seulement de 0,08 %, dans ces deux langues de 12,65 % et dans aucune de ces langues de 0,89 %. 